# CLX (Delphi)
CLX ali Component Library for Cross Platform so knjižnice za razvoj aplikacij na operacijskih sistemih Linux in MS Windows. Knjižnice je razvilo podjedje Borland za njihovo uporabo v programskih orodjih Kylix, Delphi in C++Builder. Programiranje s temi knjižnicami omogoča prevajanje iste kode na različnih operacijskih sistemih.